# Nikon D810
Die Nikon D810 ist eine digitale Spiegelreflexkamera des japanischen Herstellers Nikon, die seit Juli 2014 erhältlich ist. Der Hersteller richtet sich an professionelle Fotografen.
Am 10. Februar 2015 stellte Nikon eine modifizierte Kamera unter der Typenbezeichnung D810A vor, welche speziell für Astrofotografie entwickelt wurde. Durch einen überarbeiteten Infrarot-Sperrfilter weist dieses Modell eine viermal höhere Empfindlichkeit für die H-Alpha-Spektrallinie auf als das Schwestermodell. 

## Technische Merkmale
Die Kamera besitzt einen 36-Megapixel Vollformatsensor der Größe 36 Millimeter × 24 Millimeter.
Als Merkmal besitzt sie vor dem Bildsensor keinen Antialiasing- bzw. Tiefpassfilter, um eine höhere Detailgenauigkeit bei der Abbildung zu ermöglichen. Mit dieser Kamera verfolgt der Hersteller erstmals diesen Ansatz unter seinen Vollformat-Spiegelreflexkameras.
Des Weiteren entwickelte der Hersteller in dieser Kamera die Spiegelaufhängung neu und ermöglicht einen optionalen, elektronischen „ersten Verschlussvorhang“, um die Auslöseerschütterungen, welche ein Grund für Bildunschärfen sein können, zu minimieren.
Mit dem Multifunktionshandgriff MB-D12 wird die Bildfrequenz auf 7 Bilder/s erhöht.

## Rückrufaktion einiger Kameras
Laut Hinweis seitens des Herstellers vom Juli 2014 können bei Kameras einiger Seriennummern bei „langen Belichtungszeiten oder einer Bildfeldeinstellung von 1,2 × (30×20)“ helle Flecken in den Aufnahmen auftreten. Die betroffenen Seriennummern können auf der Webseite des Herstellers eingesehen werden. Betroffene Kameras werden vom Hersteller kostenlos gewartet. Darüber hinaus empfiehlt der Hersteller die Verwendung von Rauschunterdrückung bei Langzeitbelichtung (im Menü als „Rauschunterdr. bei Langzeitbel.“), da sonst trotz Wartung bei besonders langen Belichtungen weiterhin helle Flecken auftreten können.